# Chloropoea trimeni
Chloropoea trimeni är en fjärilsart som beskrevs av Butler 1874. Chloropoea trimeni ingår i släktet Chloropoea och familjen praktfjärilar. Inga underarter finns listade i Catalogue of Life.